# Детроит ред вингси
Детроит ред вингси (енгл. Detroit Red Wings) су амерички хокејашки клуб из Детроита. Клуб утакмице као домаћин игра у Литл Цезар арени капацитета 19.515 места. Такмиче се у Националној хокејашкој лиги (НХЛ).
Клуб се такмичи у Централној дивизији Западне конференције. Боја клуба је црвена и бела.

## Историја
Ред вингси су једанаест пута освајали Стенли куп. Први у Западној конференцији су били шест пута. Шест пута су освојили Президент трофеј.

### Рана историја
Детроит је основан 1926. године као Детроит кугуарси. Играли су финале 1929. године где су поражени од Торонто мејпл лифса. Детроит 1930. године мења име у Детроит фалконси, клуб је 1932. године добио данашњи назив Детроит ред вингси.

### Каснија историја
У касним 1940-им, линија Сид Абел, Горди Хоу, и Тед Линдзи и голманска звезда Тери Савчук, били су веома важни за тим. Са тако добрим играчима Ред вингси су освојили четири Стенли купа за шест година. Шампиони су били 1950, 1952, 1954, и 1955. године. Две титуле су освојене после продужетка у седмом мечу. То су били мечеви 1950. године против Њујорк ренџерса и 1954. против Монтреал канадијанса.
Ред Вингси су имали јак и тим током 1960-их. Изгубили су финале НХЛ-а пет пута између 1956. и 1966. Норм Улман је био њихова звезда 1960-их.

### Повратак
Нису имали јак тим све до касних 1980-их. Стив Ајзерман је постао звезда у том тренутку. Сергеј Федоров је постао први руски играч који је успео да освоји Харт трофеј 1994. године. Ред Вингси су освојили Президент трофеј као најбољи тим у регуларном делу сезоне 1995, 1996 (са рекордним бројем победа), и 2002. године. Ред вингси су освојили Стенли куп 1997, 1998, и 2002. године.

## Дворана
Литл Цезар арена је вишенаменска дворана у Детроиту. Капацитет дворане за хокејашке утакмице је 19.515 места.
Изградња је почела 25. септембра 2014. године, а завршена је 5. септембра 2017. године. Изградња дворане је коштала 862,9 милиона долара. 

## Трофеји
| Стенли куп           | Првак | 11 | 1935/36, 1936/37, 1942/43, 1949/50, 1951/52, 1953/54, 1954/55, 1996/97, 1997/98, 2001/02, 2007/08.                                                                         |
| Источна конференција | Првак | 6  | 1994/95, 1996/97, 1997/98, 2001/02, 2007/08, 2008/09. |
| Председнички трофеј  | Првак | 6  | 1994/95, 1995/96, 2001/02, 2003/04, 2005/06, 2007/08. |
| Дивизија             | Првак | 19 | 1933/34, 1935/36, 1936/37, 1987/88, 1988/89, 1991/92, 1993/94, 1994/95, 1995/96, 1998/99, 2000/01, 2001/02, 2002/03, 2003/04, 2005/06, 2006/07, 2007/08, 2008/09, 2010/11. |

## Повучени бројеви играча
| Повучени бројеви играча Детроит ред вингса |                  |          |                           |                   |
| Број                                       | Играч            | Позиција | Каријера                  | Датум повлачења   |
| 1                                          | Тери Савчук      | Г        | 1949–55, 1957–64, 1968–69 | 6. март 1994      |
| 4                                          | Ред Кели         | О        | 1947–1960                 | 1. фебруар 2019   |
| 5                                          | Никлас Линдстром | О        | 1991–2012                 | 6. март 2014      |
| 7                                          | Тед Линдсеј      | Н        | 1944–57, 1964–65          | 10. новембар 1991 |
| 9                                          | Горди Хоу        | Н        | 1946–71                   | 12. март 1972     |
| 10                                         | Алекс Делвекио   | Н        | 1950–73                   | 10. новембар 1991 |
| 12                                         | Сид Абел         | C        | 1938–52                   | 29. април 1995    |
| 19 1                                       | Стив Изерман     | Н        | 1983–2006                 | 2. јануар 2007    |